# Cabana de volta exempta a la partida de la Plana de l'Urgell
La Cabana de volta exempta a la partida de la Plana de l'Urgell és una obra de Tàrrega (Urgell) protegida com a Bé Cultural d'Interès Local.

## Descripció
Construcció de planta rectangular amb parament de blocs de pedra calcària de mida mitjana, amb terra com a lligam i ben falcats amb pedres més petites. Tant els muntants com les dovelles estan més treballats que la resta de blocs. La façana està revocada parcialment amb morter de calç i alguns blocs superiors de la façana de tancament, estan falcats amb trossos de teules. La coberta és de volta adovellada de pedra i vegetació en força bon estat, però algunes dovelles estan cedint. La volta comença a 80 cm del terra interior, però, tenint en compte que aquest es troba molt rebaixat, es podria dir que comença molt a prop del nivell natural del terreny. El portal ha perdut la llinda externa, però conserva la interior, que és de fusta. Tanmateix, aquesta manca d'elements permet que el lligam i els murs de l'interior quedin al descobert. Els brancals estan fets de blocs de pedra sorrenca de grans dimensions i molt treballats. La cabana presenta el seu interior, amb un nivell rebaixat respecte de l'exterior i les juntes de la volta estan parcialment arrebossades amb morter de calç. A l'interior de la construcció, s'hi disposen una menjadora de pedra i fusta parcialment arrebossada amb morter de calç i, a l'exterior, una espitllera a la paret posterior.